# 湟源县
湟源县在中国青海省西北部，是西宁市西部下辖的一个县。
面积1509平方公里，总人口約11万人，以汉族为主。县人民政府驻城关镇。

## 历史
清雍正五年（1727年）筑丹噶尔（湟源县城）城。道光年间，因湟源海藏通商，中外咽喉，特设立丹噶尔厅，属西宁府。
民国二年（1913年），西宁府改为西宁兵备道，丹噶尔厅改为湟源县，因湟水河发源于本县境内。

## 行政区划
湟源县下辖2个镇、6个乡、1个民族乡：
城关镇、大华镇、东峡乡、日月藏族乡、和平乡、波航乡、申中乡、巴燕乡和寺寨乡。

## 人口
根據第七次人口普查數據，截至2020年11月1日零時，湟源縣常住人口為109802人。

## 交通
- 109国道、 214国道、 315国道过境。

## 名人
- 朱繡

## 特产
湟源陈醋：中国地理标志产品。